# Would You Love a Monsterman?
«Would You Love a Monsterman?» — пісня фінського рок-гурту Lordi, що досягла першого місця в музичних чартах Фінляндії. Спочатку вийшла 2002 року на альбомі Get Heavy і як окремий сингл. Версія 2002 року була записана при участі басиста Мегнума і клавішниці Енері.
У 2006 році пісня була перезаписана в новому складі, з басистом Оксом та клавішницею Авою. Ця версія вийшла в обмеженій кількості як сингл і як бонус-трек на спеціальній версії альбому The Arockalypse.